# Латышская
Латы́шская — деревня в Наро-Фоминском районе Московской области, входит в состав сельского поселения Атепцевское. Численность постоянного населения по Всероссийской переписи 2010 года — 26 человек, в деревне числятся 3 улицы, переулок и 5 садовых товариществ. В деревне расположена железнодорожная станция Киевского направления Московской железной дороги Латышская. Как станция, так и деревня получили название в 1958 году в память о тяжёлых боях, которые вела в этих местах 201-я Латвийская стрелковая дивизия в декабре 1941 года. В деревне также находятся братское кладбище и памятник погибшим бойцам.
До 1997 года — посёлок станции «Латышская». Название и статус изменены в соответствии с решением Московской областной думы от 26.02.97 № 10/122 «О переименовании отдельных населённых пунктов Московской области».
До 2006 года Латышская входила в состав Атепцевского сельского округа.
Деревня расположена в центральной части района, примерно в 4 км южнее Наро-Фоминска, высота центра над уровнем моря 195 м. Ближайший населённый пункт — Котово в 1 км на юг.